# ComicWiki
ComicWiki er en dansk wiki efter samme princip som Wikipedia, men med specialisering indenfor alt, der har med tegneserier at gøre.
En del af artiklerne på ComicWiki er uddybninger af emner, der også findes på Wikipedia (f.eks. Anders And, Asterix, Lucky Luke, Tintin, Blueberry), mens andre artikler er mere specialiserede, så der ikke findes en tilsvarende artikel på Wikipedia.
I Sverige har man et tilsvarende opslagsværk i Seriewikin.

## Ekstern henvisning
- ComicWiki

| Internet | Spire Denne internet-relaterede artikel er en spire som bør udbygges. Du er velkommen til at hjælpe Wikipedia ved at udvide den. |